# Getu Feleke
Getu Feleke (28 novembre 1986) è un maratoneta etiope, vincitore della maratona di Amsterdam nel 2010, con il record della corsa in 2h05'44".

## Biografia
Il suo primo risultato ad alto livello risale al 2008, quando giunge sesto alla Montferland Run di 15 km. Nel marzo seguente debutta nella mezza maratona City-Pier-City, finendo quarto in 1h00'36". Di lì a poco avviene anche l'esordio nella maratona: a Vienna conclude 7º in 2h11'42".
In settembre corre la Dam tot Damloop, sulla distanza delle 10 miglia, chiudendo terzo in 45'29" dietro solamente ai due esperti keniani Moses Masai e Charles Kamathi. Il mese seguente migliora nettamente il suo primato sulla maratona: ad Amsterdam è 8º in 2h09'32" in una gara vinta da Gilbert Yegon.
Nel febbraio 2010 è fra i quattro uomini a completare la RAK Half Marathon in meno di un'ora: il suo personale di 59'56" lo porta al 4º posto. Nella maratona di Praga, disputatasi in maggio, migliora nuovamente il suo primato a 2h08'04", pur arrivando fuori dal podio. Ad ottobre, come detto sopra, vince alla maratona di Amsterdam, migliorando il suo record personale con il tempo di 2h05'44", quinto etiope più veloce di sempre sulla distanza.

## Palmarès
| Anno | Manifestazione  | Sede   | Evento   | Risultato | Prestazione | Note |
| ---- | --------------- | ------ | -------- | --------- | ----------- | ---- |
| 2012 | Giochi olimpici | Londra | Maratona | dnf       | dnf         |      |

## Altre competizioni internazionali
2009
- 4º alla CPC Loop Den Haag ( L'Aia) - 1h00'36"
- 7º alla Maratona di Vienna ( Vienna) - 2h11'42"
- 8º alla Maratona di Amsterdam ( Amsterdam) - 2h09'32"

2010
- Oro alla Maratona di Amsterdam ( Amsterdam) - 2h05'44"
- 4º alla Ras Al Khaimah Half Marathon ( Emirato di Ras al-Khaima) - 59'56"
- 4º alla Maratona di Praga ( Praga) - 2h08'04"

2011
- Argento alla Maratona di Rotterdam ( Rotterdam) - 2h04'50"
- 5º alla Mezza maratona di Parigi ( Parigi) - 1h01'59"
- 6º alla Ras Al Khaimah Half Marathon ( Emirato di Ras al-Khaima)

2013
- Argento alla Maratona di Rotterdam ( Rotterdam)
- 7º alla Ras Al Khaimah Half Marathon ( Emirato di Ras al-Khaima)

2014
- Oro alla Maratona di Vienna ( Vienna) - 2h05'41"